# Гарднер Вилијамс
Гарднер Вилијамс (енгл. Gardner Boyd Williams; Бостон, 16. април 1877 — Сан Дијего, 14. децембар 1933) је био амерички пливач слободним стилом, који је учествовао на првим Олимпијским играма 1896. у Атини.
Вилијамс је учествовао у две дисциплине пливања слободним стилом на 100 и 1.200 метара. Његов пласман и резултат су непознати. Једино се зна да није освојио ниједну медаљу. Поред Вилијамса још само један амерички спортиста није освојио медаљу на Олимпијским играма у Атини.